# Specie di Caponiidae
Di seguito vengono descritte tutte le 86 specie della famiglia di ragni Caponiidae note a giugno 2013.

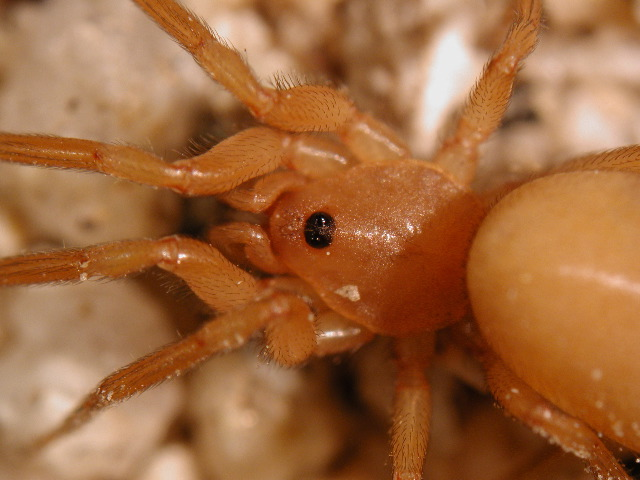
Caponiidae sp., femmina

## Calponia
Calponia Platnick, 1993
- Calponia harrisonfordi Platnick, 1993 — USA

## Caponia
Caponia Simon, 1887
- Caponia abyssinica Strand, 1908 — Etiopia
- Caponia braunsi Purcell, 1904 — Sudafrica
- Caponia capensis Purcell, 1904 — Sudafrica, Mozambico
- Caponia chelifera Lessert, 1936 — Mozambico
- Caponia forficifera Purcell, 1904 — Sudafrica
- Caponia hastifera Purcell, 1904 — Sudafrica, Mozambico
- Caponia karrooica Purcell, 1904 — Sudafrica
- Caponia natalensis (O. P. Cambridge, 1874) — Tanzania, Sudafrica
- Caponia secunda Pocock, 1900 — Sudafrica
- Caponia simoni Purcell, 1904 — Sudafrica
- Caponia spiralifera Purcell, 1904 — Sudafrica

## Caponina
Caponina Simon, 1891
- Caponina alegre Platnick, 1994 — Brasile
- Caponina cajabamba Platnick, 1994 — Perù
- Caponina chilensis Platnick, 1994 — Cile
- Caponina chinacota Platnick, 1994 — Colombia
- Caponina longipes Simon, 1893 — Venezuela
- Caponina notabilis (Mello-Leitão, 1939) — Brasile, Uruguay, Argentina
- Caponina papamanga Brescovit & Sánchez-Ruiz, 2013 — brasile
- Caponina paramo Platnick, 1994 — Colombia
- Caponina pelegrina Bryant, 1940 — Cuba
- Caponina sargi F. O. P.-Cambridge, 1899 — Guatemala, Costa Rica
- Caponina testacea Simon, 1891 — Saint Vincent
- Caponina tijuca Platnick, 1994 — Brasile

## Cubanops
Cubanops Sánchez-Ruiz, Platnick & Dupérré, 2010
- Cubanops alayoni Sánchez-Ruiz, Platnick & Dupérré, 2010 — Cuba
- Cubanops andersoni Sánchez-Ruiz, Platnick & Dupérré, 2010 — isole Bahamas
- Cubanops armasi Sánchez-Ruiz, Platnick & Dupérré, 2010 — Cuba
- Cubanops bimini Sánchez-Ruiz, Platnick & Dupérré, 2010 — isole Bahamas
- Cubanops darlingtoni (Bryant, 1948) — Hispaniola
- Cubanops granpiedra Sánchez-Ruiz, Platnick & Dupérré, 2010 — Cuba
- Cubanops juragua Sánchez-Ruiz, Platnick & Dupérré, 2010 — Cuba
- Cubanops ludovicorum (Alayón, 1976) — Cuba
- Cubanops terueli Sánchez-Ruiz, Platnick & Dupérré, 2010 — Cuba
- Cubanops tortuguilla Sánchez-Ruiz, Platnick & Dupérré, 2010 — Cuba
- Cubanops vega Sánchez-Ruiz, Platnick & Dupérré, 2010 — Hispaniola

## Diploglena
Diploglena Purcell, 1904
- Diploglena capensis Purcell, 1904 - Sudafrica
  - Diploglena capensis major Lawrence, 1928 — Namibia

## Iraponia
Iraponia Kranz-Baltensperger, Platnick & Dupérré, 2009
- Iraponia scutata Kranz-Baltensperger, Platnick & Dupérré, 2009 — Iran

## Laoponia
Laoponia Platnick & Jäger, 2008
- Laoponia pseudosaetosa Liu, Li & Pham, 2010 — Vietnam
- Laoponia saetosa Platnick & Jäger, 2008 — Laos, Vietnam

## Nops
Nops MacLeay, 1839
- Nops anisitsi Strand, 1909 — Paraguay
- Nops ariguanabo Alayón, 1986 — Cuba
- Nops bellulus Chamberlin, 1916 — Perù
- Nops blandus (Bryant, 1942) — Hispaniola, Isole Vergini
- Nops branicki (Taczanowski, 1874) — Guyana Francese
- Nops coccineus Simon, 1891 — Saint Vincent
- Nops craneae Chickering, 1967 — Trinidad
- Nops enae Sánchez-Ruiz, 2004 — Cuba
- Nops ernestoi Sánchez-Ruiz, 2005 — Hispaniola
- Nops farhati Prosen, 1949 — Argentina
- Nops flutillus Chickering, 1967 — Curaçao (Antille Olandesi)
- Nops gertschi Chickering, 1967 — Hispaniola
- Nops glaucus Hasselt, 1887 — Venezuela, Bonaire (Antille Olandesi)
- Nops guanabacoae MacLeay, 1839 — Cuba
- Nops largus Chickering, 1967 — Panama
- Nops maculatus Simon, 1893 — Panama, Venezuela
- Nops mathani Simon, 1893 — Brasile
- Nops meridionalis Keyserling, 1891 — Brasile
- Nops nitidus Simon, 1907 — Brasile
- Nops proseni Birabén, 1954 — Argentina
- Nops siboney Sánchez-Ruiz, 2004 — Cuba
- Nops simla Chickering, 1967 — Panama, Trinidad
- Nops sublaevis Simon, 1893 — Venezuela
- Nops toballus Chickering, 1967 — Giamaica
- Nops ursumus Chickering, 1967 — Panama
- Nops variabilis Keyserling, 1877 — Colombia, Brasile
- Nops virginicus Sánchez-Ruiz, 2010 — Isole Vergini

## Nopsides
Nopsides Chamberlin, 1924
- Nopsides ceralbonus Chamberlin, 1924 — Messico

## Notnops
Notnops Platnick, 1994
- Notnops calderoni Platnick, 1994 — Cile

## Nyetnops
Nyetnops Platnick & Lise, 2007
- Nyetnops guarani Platnick & Lise, 2007 — Brasile

## Orthonops
Orthonops Chamberlin, 1924
- Orthonops gertschi Chamberlin, 1928 — USA
- Orthonops giulianii Platnick, 1995 — USA
- Orthonops icenoglei Platnick, 1995 — USA, Messico
- Orthonops iviei Platnick, 1995 — USA
- Orthonops johnsoni Platnick, 1995 — USA
- Orthonops lapanus Gertsch & Mulaik, 1940 — USA
- Orthonops ovalis (Banks, 1898) — Messico
- Orthonops overtus Chamberlin, 1924 — Messico
- Orthonops zebra Platnick, 1995 — USA

## Taintnops
Taintnops Platnick, 1994
- Taintnops goloboffi Platnick, 1994 — Cile

## Tarsonops
Tarsonops Chamberlin, 1924
- Tarsonops clavis Chamberlin, 1924 — Messico
- Tarsonops irataylori Bond & Taylor, 2013 — Belize
- Tarsonops sectipes Chamberlin, 1924 — Messico
- Tarsonops sternalis (Banks, 1898) — Messico
- Tarsonops systematicus Chamberlin, 1924 — Messico

## Tisentnops
Tisentnops Platnick, 1994
- Tisentnops leopoldi (Zapfe, 1962) — Cile